# Katrin Müller
Katrin Müller (Dielsdorf, 31 maart 1989) is een Zwitserse freestyleskiester. Ze vertegenwoordigde haar vaderland op de Olympische Winterspelen 2010 in Vancouver.

## Carrière
Müller maakte haar wereldbekerdebuut in januari 2008 in Les Contamines, vier dagen later scoorde ze in Flaine haar eerste wereldbekerpunten. Acht dagen na haar debuut behaalde de Zwitserse in Kreischberg haar eerste toptienklassering in een wereldbekerwedstrijd. Tijdens de Olympische Winterspelen van 2010 eindigde Müller als achttiende op het onderdeel skicross.
In januari 2011 stond ze in Grasgehren voor de eerste keer in haar carrière op het podium van een wereldbekerwedstrijd. Op de wereldkampioenschappen freestyleskiën 2011 in Deer Valley eindigde de Zwitsers als veertiende op de skicross. Op 26 februari 2012 boekte ze in Bischofswiesen haar eerste wereldbekerzege. In Voss nam Müller deel aan de wereldkampioenschappen freestyleskiën 2013, op dit toernooi werd ze gediskwalificeerd op de skicross.

## Resultaten

### Olympische Spelen
| Jaar | Plaats    | Resultaten   |
| ---- | --------- | ------------ |
| 2010 | Vancouver | 18e Skicross |

### Wereldkampioenschappen
| Jaar | Plaats      | Resultaten   |
| ---- | ----------- | ------------ |
| 2011 | Deer Valley | 14e Skicross |
| 2013 | Voss        | DSQ Skicross |

### Wereldbeker
Eindklasseringen
| Seizoen   | Algm | SX    |
| --------- | ---- | ----- |
| 2007/2008 | 68e  | 18e   |
| 2008/2009 | 127e | 40e   |
| 2009/2010 | 29e  | 11e   |
| 2010/2011 | 12e  | 6e    |
| 2011/2012 | 9e   | Brons |
| 2012/2013 | 28e  | 5e    |

Wereldbekerzeges
| Datum            | Plaats         | Onderdeel |
| ---------------- | -------------- | --------- |
| 26 februari 2012 | Bischofswiesen | Skicross  |
| 15 december 2013 | Val Thorens    | Skicross  |
| 22 december 2013 | Innichen       | Skicross  |